# Bruno Totaro
Bruno Totaro (né en 1966) est un saxophoniste français né à Paray-le-Monial en Saône-et-Loire, membre du Quatuor Adolphe Sax.

## Biographie
Il a commencé le saxophone à Paray-le-Monial avant de poursuivre ses études au CNR de Dijon. Il entre au CNSM de Paris en 1983 et en obtient le premier prix en 1986.
Totaro est professeur au conservatoire de Vichy.
Il est reconnu pour sa musicalité sobre et son staccato précis et extrêmement rapide (192 X 4 en détacher simple). Membre du Quatuor Adolphe Sax, il se produit en tant que soliste dans diverses formations orchestrales.

## Ouvrage
Apprendre seul à jouer du saxophone, Editeur : J. Lyon (janvier 1994)

## Discographie
- Opus Sax, 2006
- avec le Quatuor Adolphe Sax
  - Quatuor de Florent Schmitt
  - Introduction et variations sur une ronde populaire de Gabriel Pierné